# 아테네의 코드라토스
아테네의 성 코드라토스(고대 그리스어: Κοδρᾶτος) 또는 아테네의 콰드라투스(라틴어: Quadratus Atheniensis)는 그리스의 속사도이자, 아테네의 주교였다. 그는 동방 교회 전통에서 70인의 사도 중 한사람으로 간주된다.